# Homo ludens
Homo ludens (nell'originale olandese: Homo ludens. Proeve eener bepaling van het spel-element der cultuur) è un libro di Johan Huizinga pubblicato nel 1938, in cui si esamina il gioco come fondamento di ogni cultura dell'organizzazione sociale, e si evidenzia il fatto che anche gli animali giocano, quindi il gioco rappresenta un fattore preculturale.
Il testo di Huizinga influenzerà a vent'anni dalla sua uscita diversi movimenti culturali, tra i quali il situazionismo, dei quali è in fondo creditore, date le ricerche sulla civiltà ludica. Nel 1976 Constant Nieuwenhuys afferma:
(da Fareri, New Babylon, p. 36)

## Curiosità
Il famoso autore di videogiochi Hideo Kojima ha basato la creazione del personaggio Homo Ludens proprio sulle teorie di Huizinga.

## Edizioni italiane
- Johan Huizinga, Homo ludens, traduzione di Corinna von Schendel, Milano: Il Saggiatore, 1967.
- Johan Huizinga, Homo ludens, saggio introduttivo di Umberto Eco, Milano: CDE, 1985.
- Johan Huizinga, Homo ludens, Einaudi, 2002, ISBN 978-88-06-16287-0.